# Пасько Лілія Олександрівна
Лілія Олександрівна Пасько (1 березня 1994) — українська голболістка, учасниця Літніх Паралімпійських ігор 2016 року. Кандидат у майстри спорту України.
Представляє Полтавський регіональний центр з фізичної культури і спорту інвалідів «Інваспорт».
Бронзовий призер чемпіонату Європи 2016 року.